# 双吉寺
双吉寺是位于中国北京市西城区双吉胡同3号的一座汉传佛教寺院。

## 历史
双吉寺明朝时称“双节寺”，原位于惜薪司胡同内，清朝称“双即寺”（参见《乾隆京城全图》）。1911年，该寺所在的胡同自惜薪司胡同析出，称双吉胡同，该寺也改名“双吉寺”。明朝时，许多太监为修功德而出资建寺，而该寺曾和惜薪司衙门毗邻，也许正是明朝太监所建。
今该寺建筑由国家机关事务管理局使用。

## 建筑
现存的双吉寺建筑为明朝建筑，整体坐北朝南。现存正殿三间，东西配殿各三间，后殿三间，保存较好，屋面均是灰筒瓦，正殿带前廊。